# Keleti korallkígyó
A keleti korallkígyó (Micrurus fulvius), más néven harlekinkígyó a hüllők (Reptilia) osztályának a pikkelyes hüllők (Squamata) rendjébe, ezen belül a mérgessiklófélék (Elapidae) családjába tartozó faj.
Nem állnak védelem alatt.

## Elterjedése
Az Amerikai Egyesült Államok délkeleti és déli részén, valamint Északkelet-Mexikóban gyakori.
Észak Karolinától Floridáig megtalálható, van egy populációjuk Közép Alabamában is, nyugaton Mississippi és Kelet-Louisiana állam.
Az Egyesült Államok keleti részén élő egyetlen korallkígyófaj.

## Előfordulása
Sok helyen előfordul fenyvesekben, nyílt ligeterdőkben, patakok-, folyópartok mellett, irtásokon.
Sokat mozog, de rejtőzködő életmódja miatt ritkán látható, a legtöbb kígyófajtával ellentétben napon sem sütkérezik, így ekkor sem lehet megpillantani.

## Megjelenése

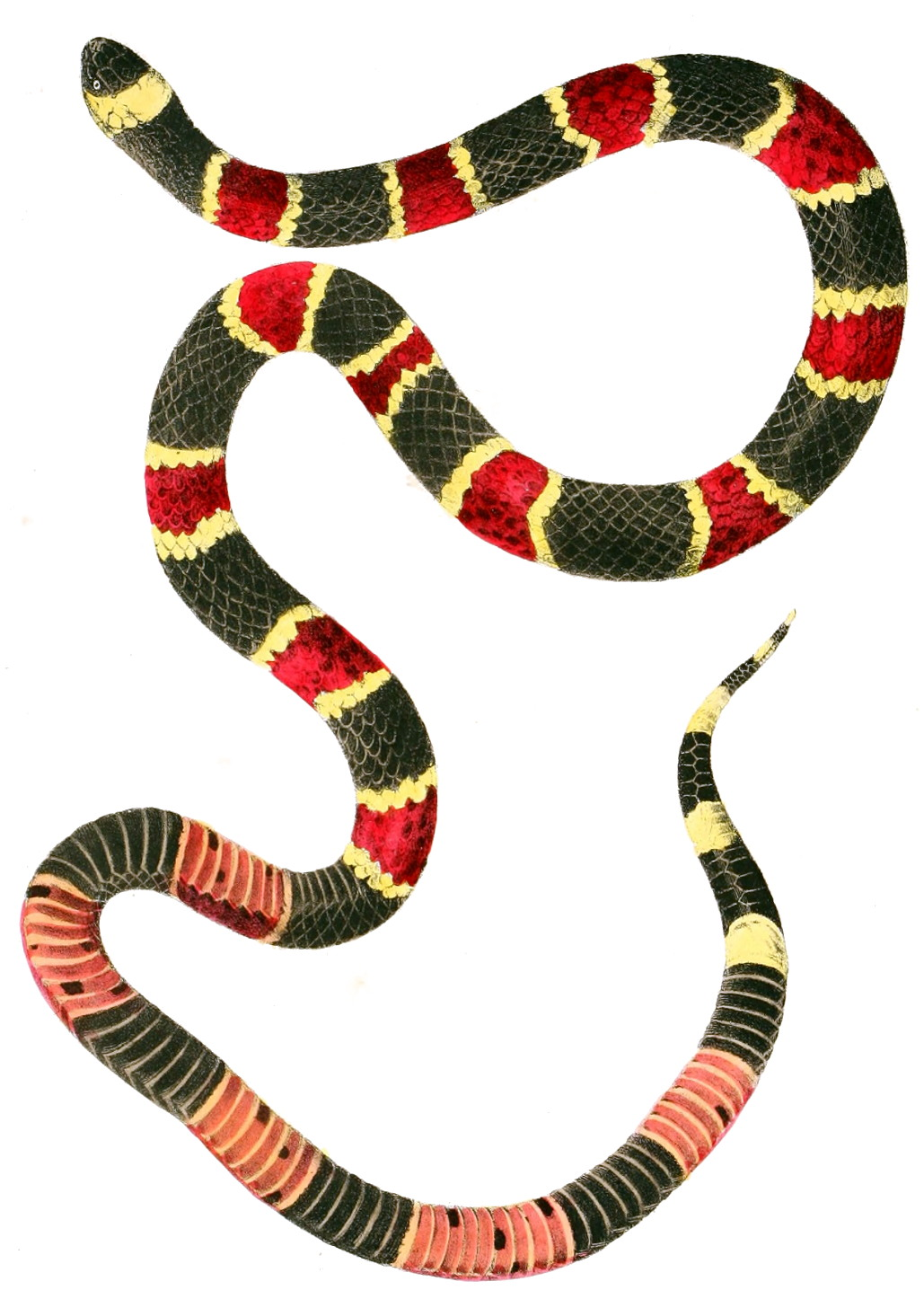

Karcsú, hengeres testű állat, a nyaktól alig elkülönülő kerek fejjel, rövid farokkal, kicsiny, kerek pupillájú szemekkel, látszólag kicsiny szájnyílással, ami azonban megtévesztő, mert képesek vele nagyobb zsákmányt is gond nélkül lenyelni. Átlagos hossza 51–75 cm. Ritkán érik el az 1 métert.
Az eddigi leghosszabb példány 120,7 cm volt.
Gyönyörű színeivel a legtöbb kígyót, és hüllőt is felülmúlja. Monadális, testén két vörös gyűrű között csak egy fekete látható, tehát vörös, sárga, fekete, sárga, vörös színek váltakoznak.
Testét sima pikkelyek borítják, melyek 15 sorban elrendezett pikkelyekből és lekerekített haspajzsokból állnak, a felpajzsuk egyszerű, alsó farokpajzsaik párosával helyezkednek el. Csatornás fogaik mögött egyetlenegy tömör foguk sincs. Állandó és folyamatosan kint lévő, üreges méregfogaiknál a méreg nem a fogban van, hanem az ínyből fecskendeződik ki. A méregfogak rögzítettek, nem mozgathatóak, kizárják a véletlen marás esélyét.

## Életmódja
Szereti a trópusi éghajlatú dombokat, de élőhely szempontjából nem igazán válogatós. Mocsaras, homokos, sziklás, fás területeken egyaránt előfordul. Félénksége miatt lakott területekre nem húzódik be.
Ideje nagy részét a föld alatt tölti, a felszínen törmelékhalmok, levélkupacok között rejtőzik. Nem mászik fára vagy bokorra, mint sok más kígyó. Minden más kígyófajjal, élőlénnyel, sőt saját fajtársaival szemben is agresszív. Az embert nagyon ritkán marják meg, ha igen, az szinte mindig emberi gondatlanság, rálépnek vagy meg akarják fogni.
Még a fogságban tartott példányok viselkedése is kiszámíthatatlan. Ha más kígyókat észlel, hirtelen tekercsbe hajtja a testét, majd újra kibontja a gyűrűit. Ha ingerlik is, farkát rezegtetni kezdi és durrogó hangot ad ki. Támadó állást soha nem vesz fel, veszély esetén a fejét a földre nyomja, vagy elrejti a test kanyarulatai közé.
Mozgása nem igazán ügyes, izomereje is elmarad más fajokéhoz képest. Teste elülső részét nem tudja felemelni, vagy hátsó részét lengetni. Ennek ellenére elég gyors, a földbe is képes beásni magát. Nagyon szereti a vizet. Mozogni is főleg nyirkos, felhős időben, esőben, vagy eső után szokott.
Szabadon ismeretlen az élettartama, fogságban általában 7 évig él.

## Szaporodása
A nőstények 2 éves korban érik el az ivarérettséget  55 cm-es testhosszúság  környékén, a hímek rövidebb idő alatt válnak ivaréretté.  Magányos állatok, csak tavasszal, párzáskor keresik a másik nemet, de ekkor is agresszívak egymással. 2-13 hosszúkás elnyújtott tojását a nőstény  föld alatti üregbe, rönkök, vagy korhadó ágak alá rakja, melyek kikelése májustól júliusig  tart. A kikelt kiskígyók 18–23 cm hosszúak és mind mintázatukban, mind méreg erősségükben ugyanolyanok mint a felnőtt példányok.  A testhosszuk 2 éven belül megduplázódik.

## Tápláléka

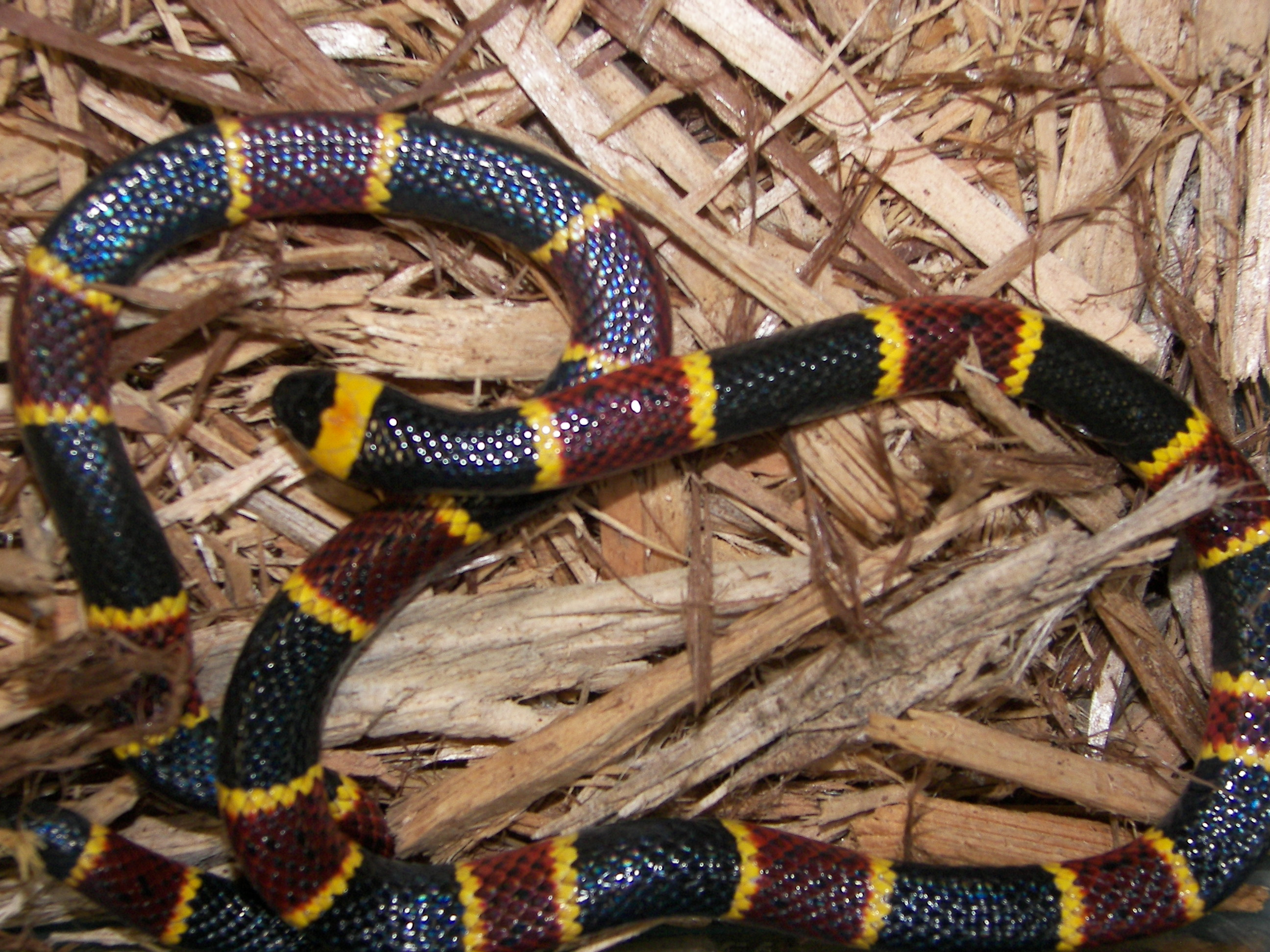

Elsősorban kígyókkal táplálkozik, de gyíkokat, békákat, madarakat, halakat, rovarokat, valamint a saját fajtársait is megeszi. Áldozatait mérge befecskendezésével öli meg.

## Mérge
Az Amerikai Egyesült Államokban előforduló mérgeskígyó marások 70%-át, a halálesetek zömét csörgőkígyók okozzák. A maradék 30%-ban főleg rezesfejű kígyók, illetve kisebbrészt gyapotszájú kígyók  és csak kevesebb mint 1%-ban a korallkígyók a vétkesek.
A mérges kígyók marása nem mindig vezet mérgezéshez. A viperafélék marásainak kb. 25%-ában valójában nem kerül méreg a sebbe, ez az arány a kobráknál és a korallkígyóknál kb. 50%.
Összesen pár eset történt, ahol marása halállal végződött. Egyrészt ez köszönhető félénk magatartásának, ha teheti inkább elmenekül, másrészt kicsi fejük miatt, harapáskor ahhoz, hogy az ínyből kijusson a méreg, bele kell rágnia magát a megharapott felületbe.
Maráskor a harapás körüli szöveteket alig károsítja, csak kis mértékben keletkezik duzzanat, vagy fájdalom, a seb helye esetleg bizsereghet, a közeli izmok gyengesége is előfordulhat. A komolyabb tünetek kialakulásához több órára van szükség. Ezen idő hosszúsága nagyon sok mindentől függ, pl. a marás helyétől, nemtől, életkortól, testsúlytól, egészségi állapottól.
1-2 óra múlva általános gyengeség, rendezetlen izomműködés, látás- és beszédzavarok, fokozott nyálelválasztás, nyelési nehézségek, néha igen nagymértékű légzési rendellenesség, majd halál is bekövetkezhet.
Mérge posztszinaptikus ideg- és izomméreg, elsősorban a  tüdőt támadja meg.
A világ 10 legveszélyesebb mérgű kígyója közé tartozik.

## Tartása
Terráriuma 22-24 C°-os hőmérsékletű legyen, aljzatán ásásra alkalmas tőzeggel, melyen valamilyen fa, vagy műanyag fedőlap, ami alá a kígyó biztonsággal elrejtőzhet. Táplálása kisebb kígyókkal, vakondgyíkokkal történhet. Nem hobbiállat, tartása inkább hivatásos bemutatóhelyeknek, vagy tudományos gyűjteményeknek javasolt.

## Hasonló fajok
Összetéveszthető a Texasi korallkígyóval (Micrurus tener) és  a Vörös királysiklóval (Lampropeltis triangulum). Az utóbbi nem mérges kígyó.
|  |  |

## Érdekesség
Az Amerikai polgárháborúban az első haláleset egy keleti korallkígyó marása miatt történt.
Mérgével kutatásokat végeznek, rák, AIDS és más komolyabb betegségekre.